# Попов, Александр Никитич
Александр Никитич Попов (1872 — после 1917) — член III Государственной думы от Самарской губернии.

## Биография
Православный. Купеческий сын. Землевладелец Новоузенского уезда (2510 десятин).
По окончании семи классов Саратовской гимназии поступил на военную службу вольноопределяющимся, вышел в отставку в чине прапорщика. Затем, поселившись в своем имении Новоузенского уезда, посвятил себя сельскому хозяйству и общественной деятельности. С 1907 года избирался гласным Новоузенского уездного земского собрания.
В 1907 году был избран членом III Государственной думы от Самарской губернии. Входил во фракцию прогрессистов и мирнообновленцев. Состоял членом комиссий: бюджетной, по исполнению государственной росписи доходов и расходов.
Судьба после 1917 года неизвестна.